# Zentrum Militärmusik der Bundeswehr
Das Zentrum Militärmusik der Bundeswehr (ZMilMusBw) in Bonn ist das Führungskommando für den Militärmusikdienst der Bundeswehr. Es wurde zum 25. August 2009 aufgestellt und ist die oberste Führungsebene dieses Fachdienstes der Bundeswehr. Seit der Einnahme der Zielstruktur sind alle Militärmusikeinheiten der Bundeswehr direkt dem Zentrum unterstellt.

## Auftrag
Zentraler Auftrag des Zentrums ist die truppendienstliche und fachliche Führung aller Klangkörper der Bundeswehr sowie die fachliche Beratung des Bundesministeriums der Verteidigung (BMVg) in militärmusikalischen Angelegenheiten. Außerdem steuert und plant es die Einsätze aller Musikeinheiten der Bundeswehr, sowohl im Inland wie auch im Ausland. Weiterhin ist es für die Genehmigung von Musikproduktionen durch Angehörige der Bundeswehr zuständig.

## Geschichte
Am 18. September 2013 wurden in Siegburg die Heeresmusikkorps der Bundeswehr dem Zentrum Militärmusik der Bundeswehr unterstellt. Der Amtschef des Streitkräfteamtes der Bundeswehr, Brigadegeneral Werner Weisenburger, übertrug während der Veranstaltung die Verantwortung über die Führung der Heeresmusikkorps an den Leiter des Militärmusikdienstes der Bundeswehr, Oberst Michael Schramm. Die Heeresmusikkorps (HMusKorps) 1 Hannover, 2 Kassel, 10 Ulm, 12 Veitshöchheim und 300 Koblenz wurden zum vierten Quartal 2013 organisatorisch aus dem Bereich des Heeres in den Bereich der Streitkräftebasis überführt und dem Zentrum Militärmusik der Bundeswehr unterstellt. Der Unterstellungswechsel der Heeresmusikkorps ist Teil der Neuausrichtung der Bundeswehr.

### Leiter
Die Kommandeure des ZMilMusBW und damit Leiter des Militärmusikdienstes der Bundeswehr in der Übersicht:
| Zeitraum  | Dienstgrad | Name               |
| --------- | ---------- | ------------------ |
| 2009–2016 | Oberst     | Michael Schramm    |
| 2016–2022 | Oberst     | Christoph Lieder   |
| seit 2022 | Oberst     | Thomas Klinkhammer |

## Unterstellung
Das Zentrum Militärmusik der Bundeswehr ist truppendienstlich dem Streitkräfteamt unterstellt und hat seinen Dienstsitz in Bonn. In fachlichen Angelegenheiten ist das Zentrum direkt dem zuständigen Referat im Bundesministerium der Verteidigung unterstellt.

## Unterstellte Truppenteile

Musikkorps der Bundeswehr in Deutschland

Der Leiter des ZMilMusBw ist als Leiter des Militärmusikdienstes der Bundeswehr oberster fachdienstlicher Vorgesetzter aller Militärmusiker der Bundeswehr.
| Die Musikkorps der Bundeswehr mit besonderem Aufgabenschwerpunkt | Die Musikkorps der Bundeswehr mit besonderem Aufgabenschwerpunkt | Die Musikkorps der Bundeswehr mit besonderem Aufgabenschwerpunkt | Die Musikkorps der Bundeswehr mit besonderem Aufgabenschwerpunkt         |
| ---------------------------------------------------------------- | ---------------------------------------------------------------- | ---------------------------------------------------------------- | ------------------------------------------------------------------------ |
|                                                                  | Ausbildungsmusikkorps der Bundeswehr (AusbMusKorpsBw), Hilden    |                                                                  | Stabsmusikkorps der Bundeswehr (StMusKorpsBw), Berlin                    |
|                                                                  | Big Band der Bundeswehr (BigBandBw), Euskirchen                  |                                                                  | Gebirgsmusikkorps der Bundeswehr (GebMusKorpsBw), Garmisch-Partenkirchen |
|                                                                  | Musikkorps der Bundeswehr (MusKorpsBw), Siegburg                 |                                                                  |                                                                          |
| Die Musikkorps für das Heer                                      |                                                                  |                                                                  |                                                                          |
| internes Verbandsabzeichen                                       | Heeresmusikkorps Hannover (HMusKorps Hannover)                   |                                                                  | Heeresmusikkorps Kassel (HMusKorps Kassel)                               |
|                                                                  | Heeresmusikkorps Koblenz (HMusKorps Koblenz)                     |                                                                  | Heeresmusikkorps Neubrandenburg (HMusKorps Neubrandenburg)               |
|                                                                  | Heeresmusikkorps Ulm (HMusKorps Ulm)                             |                                                                  | Heeresmusikkorps Veitshöchheim (HMusKorps Veitshöchheim)                 |
| Die Musikkorps für die Luftwaffe                                 |                                                                  |                                                                  |                                                                          |
|                                                                  | Luftwaffenmusikkorps Münster (LwMusKorps Münster)                |                                                                  | Luftwaffenmusikkorps Erfurt (LwMusKorps Erfurt)                          |
| Die Musikkorps für die Marine                                    |                                                                  |                                                                  |                                                                          |
|                                                                  | Marinemusikkorps Kiel (MMusKorps Kiel)                           |                                                                  | Marinemusikkorps Wilhelmshaven (MMusKorps Wilhelmshaven)                 |

## Kosten
| Jahr | Ausgaben in Mio. EUR |
| ---- | -------------------- |
| 2014 | 06,47                |
| 2015 | 07,21                |
| 2016 | 07,79                |
| 2017 | 11,02                |
| 2018 | 10,43                |